# Saison 3 de Shadowhunters
Chronologie
Saison 2
Cet article présente le guide des épisodes de la troisième saison de la série télévisée américaine Shadowhunters.

## Synopsis
Après la mort de Valentin, les créatures du monde obscur et les shadowhunters essayent de revenir à une « vie » normale. Clary lutte pour garder son secret concernant l'ange Raziel, pendant qu'Alec pousse Jace à confesser le secret que Clary et lui cachent. Luke doit utiliser un « amour dur » pour cacher son secret à Ollie qui est sur le point de trouver des réponses à ses interrogations. Magnus cache ses vrais sentiments, à propos de sa nouvelle position dans la communauté des sorciers, à Alec. Pendant ce temps, Lilith met en place un plan à New York alors que Simon passe du temps à la Cour des Lumières avec la Reine des Fées.

## Généralités
- Cette saison est la dernière de la série.
- Aux États-Unis, la saison est diffusée sur Freeform en deux parties : la première est composée de dix épisodes et la deuxième de douze épisodes, dont les deux derniers sont un final spécial de 2 heures 30[1] afin de conclure la série. La première partie a été diffusée du 20 mars au 15 mai 2018. La deuxième partie est diffusée à partir du 25 février 2019[2].
- Dans tous les pays francophones, la série est diffusée sur Netflix.

## Distribution

### Acteurs principaux
- Katherine McNamara (VF : Leslie Lipkins) : Clarissa « Clary » Fray / Fairchild/Morgenstern
- Dominic Sherwood (VF : Gauthier Battoue) : Jonathan Christopher « Jace » Herondale
- Alberto Rosende (VF : Hugo Brunswick) : Simon Lewis
- Emeraude Toubia (VF : Zina Khakhoulia) : Isabelle « Izzy » Lightwood
- Matthew Daddario (VF : Clément Moreau) : Alexander « Alec » Lightwood
- Isaiah Mustafa (VF : Jérémie Covillault) : Lucian « Luke » Garroway / Graymark
- Harry Shum Jr (VF : Adrien Larmande) : Magnus Bane
- Alisha Wainwright (VF : Marie Giraudon) : Maia Roberts

### Acteurs récurrents
- Jade Hassouné (VF : Eilias Changuel) : Meliorn
- David Castro (en) (VF : Romain Altché) : Raphaël Santiago
- Nicola Correia-Damude (VF : Sophie Riffont) : Maryse Lightwood
- Christina Cox (VF : Ivana Coppola) : Elaine Lewis
- Alexandra Ordolis (VF : Josy Bernard) : Ollie Wilson
- Lola Flanery (VF : Fanny Bloc) : la Reine des Fées (jeune)
- Anna Hopkins (VF : Flora Brunier) : Lilith, la mère de Jonathan et de tous les démons
- Javier Muñoz (en) : Lorenzo Rey, un sorcier rival de Magnus
- Chai Romruen : Jordan Kyle[3]
- Tessa Mossey : Heidi McKenzie[4]
- Luke Baines (en) : Jonathan Christopher Morgenstern[5]
- Jacki Lai : Aline Penhallow
- Kimberly Sue Murray : La Reine des Fées (adulte)
- Sydney Meyer : Helen Blackthorn

## Épisodes

### Épisode 1:En terre infernale
- États-Unis : 20 mars 2018 sur Freeform
- reste du  : 21 mars 2018 sur Netflix

- Mimi Kuzyk : L'inquisitrice Imogen Herondale
- Tessa Mossey : Heidi McKenzie
- Randal Edwards : Tim Dempsey
- Will Tudor (VF : François Santucci) : Sébastien Verlac/Jonathan Morgenstern

Après la mort de Valentin, les créatures du monde obscur et les shadowhunters essayent de revenir à une « vie » normale. Clary lutte pour garder son secret concernant l'ange Raziel et est récompensée d'avoir tué Valentin Morgenstern. Alec pousse Jace à confesser le secret que Clary et lui cachent. Jace a des visions de Jonathan qui lui dit de tuer Clary. Luke doit utiliser un « amour dur » pour cacher son secret à Ollie qui est sur le point de trouver des réponses à ses interrogations. Magnus a perdu sa position de « Grand Sorcier de Brooklyn » après s'être allié à la Reine des Fées.

### Épisode 2:Les Autorités suprêmes
- États-Unis : 27 mars 2018 sur Freeform
- reste du  : 28 mars 2018 sur Netflix

### Épisode 3:Apparences
- États-Unis : 3 avril 2018 sur Freeform
- reste du  : 4 avril 2018 sur Netflix

- Will Tudor (VF : François Santucci) : Sébastien Verlac/Jonathan Morgenstern
- Tessa Mossey : Heidi McKenzie

Les shadowhunters continuent de traquer leur nouvel ennemi. Jace soupçonne que Jonathan est toujours en vie et est responsable des attaques récentes, et il se rend avec Clary et Isabelle dans une boîte de nuit pour protéger la dernière victime de possession . Alors que Simon essaye toujours de comprendre ce que la reine des Fées lui a fait, il demande de l'aide de Clary mais sans réponse de sa part, décide d'aller voir Raphaël. Ce dernier est très occupé par sa nouvelle recrue Heidi. Il s'agit de la fille que Quinn avait tué et dont Simon avait bu le sang. Heidi est retenue captive à l'hôtel du mort. Raphaël vient de perdre sa sœur. Dans un excès de colère et de rage, il se jette sur Simon mais est repoussée par la marque et se blesse. Maryse, vient d'Idris et veut organiser un dîner en famille, qui aura lieu chez Magnus. Elle annonce que l'Enclave a décidé de lui retirer toutes ses runes car elle a fait partie du Cercle. Luke vient voir Simon et lui dit qu'il doit partir du cabanon de pêche après que sa marque a blessé un membre de sa meute. Heidi se révèle être le cobaye des expériences de Raphaël (pour devenir un diurne) et ainsi prend fuite , elle se retrouve assoiffée de sang et cause derrière elle la mort d'un terrestre, celle-ci est à la recherche de son créateur...

### Épisode 4:Ton âme éclairée
- États-Unis : 10 avril 2018 sur Freeform
- reste du  : 11 avril 2018 sur Netflix

Jace se présenter à Lilith ; elle lui demande où est la Terrestre qu'il a possédée. Il lui explique que les Shadowhunters (Clary et Izzy) l'ont capturée. Lilith lui somme de s'occuper de la Terrestre avant que les Shadowhunters ne remontent jusqu'à elle. Jace se rend à l'institut, Clary lui parle mais il semble ne pas l'entendre, jusqu'à ce qu'elle touche son épaule et le fasse sortir de sa torpeur. Elle s'inquiète de son état, ainsi qu'Alec et Isabelle.
Pendant ce temps, Maia échange avec Luke sur le départ de Simon. Luke demande la protection de la meute, et Maia sa liberté à fréquenter qui elle veut et l'ouverture d'esprit.
Chez les vampires, Heidi s'est échappée et attaque un camion de don du sang, volant des poches et mordant le gérant du camion.
Simon cherche un logement et rencontre un jeune homme, Kyle, qui manque de le renverser à vélo. Simon lui propose de le ramener chez lui en van et il apprend que le colocataire de Kyle est parti. Ce dernier lui propose donc une colocation, que Simon accepte après que Maia l'y a encouragé.
À l'institut, Alec essaie toujours de comprendre ce qui s'est passé avec la rune de son parabatai mais Clary ne lâche pas le morceau. Il l'envoie d'ailleurs en mission et elle choisit Izzy pour l'accompagner, Jace étant fatigué et désorienté. La mission consiste à retrouver le Terrestre mordu. Elles le trouvent, il tente de les attaquer et se fait tuer. Puis un cri se fait entendre, provenant du toit : Raphaël s'est fait attaché par Heidi et le soleil se lève... Son pied est déjà touché lorsqu'il se fait libérer par les deux Shadowhunters. Il ment en disant qu'il ne sait pas de qui il s'agit, mais Izzy comprend que quelque chose cloche et le découvre en train de cacher ses traces au sous-sol où il a torturé Heidi pour ses expérimentations. Elle lui ordonne de quitter la ville le soir même en échange de son silence auprès de l'Enclave.
Alors que Simon s'installe chez Kyle, ce dernier reçoit un appel : Luke prend des nouvelles et souhaite passer le voir, mais Kyle lui dit que Simon appartient maintenant au Praetor...
De son côté, Jace se réveille à l'institut, sans pouvoir se rappeler comment il y est revenu : il se souvient d'avoir quitté le Loup de Jade après avoir vu Luke, puis plus rien. On le voit plus tôt dans l'épisode, se rendre au sous sol où est la Terrestre et la déposséder, après avoir mis HS le système de sécurité.

### Épisode 5:Plus fort que le paradis
- États-Unis : 17 avril 2018 sur Freeform
- reste du  : 18 avril 2018 sur Netflix

### Épisode 6:Fenêtre sur une pièce vide
- États-Unis : 24 avril 2018 sur Freeform
- reste du  : 25 avril 2018 sur Netflix

- Tessa Mossey : Heidi McKenzie

### Épisode 7:Remuer le couteau dans la plaie
- États-Unis : 1er mai 2018 sur Freeform
- reste du  : 2 mai 2018 sur Netflix

- Mimi Kuzyk : L'inquisitrice Imogen Herondale
- Françoise Yip : Jia Penhallow

### Épisode 8:Promenade dans les ténèbres
- États-Unis : 8 mai 2018 sur Freeform
- reste du  : 9 mai 2018 sur Netflix

- Françoise Yip : Jia Penhallow

Clary est jugée et obligée de dire la vérité à cause de l'épée mortelle.
Pendant ce temps, Magnus, Alec et Izzy mettent en place un plan pour ramener le vrai Jace mais pour cela, ils doivent entrer dans son esprit. Lilith, apprend que Simon Lewis, le vampire diurne avec le pouvoir de la marque de Caïn, est le seul capable de la vaincre. Elle va donc trouver la Reine des Fées afin de trouver des réponses à ses questions.
Alec et Izzy sont dévastés car ils avaient promis à Jace que Lilith ne le capturerait plus jamais.

### Épisode 9:Familia Ante Omnia
- États-Unis : 15 mai 2018 sur Freeform
- reste du  : 16 mai 2018 sur Netflix

- Alan Van Sprang : Valentin Morgnstein
- Tessa Mossey : Heidi McKenzie
- Holly Deveaux : Rebecca Lewis
- Christina Cox : Elaine Lewis
- Stephanie Belding : Dr Iris Rouse
- Sophia Walker : Catarina loss
- Françoise Yip : Jia Penhallow

Pour sauver sa vie, Clary donne à l'enclave ce qu'elle veut, le retour à la vie de Valentin Morgenstein, en échange d'informations sur Lilith et ses plans où il révèle qu'elle est dans ce monde uniquement pour ressusciter Jonathan qui est son fils mais le résultat est catastrophique. Valentin tue tous les gardes de l'Enclave dans le but de faire renaître le Cercle. Alors qu'il est sur le point de s'enfuir, Clary lui retire sa rune de nécromancie qui le tue de nouveau. Jace quant à lui est toujours sous l'emprise de Lilith ; il se fait passer pour un garde de l'enclave, prend un os d'une côte du corps de Valentin et emmène Clary.
Magnus et Alec décident de se tourner vers Lorenzo Rey pour les aider à retrouver Jace mais ce dernier ne veut pas ; Magnus décide d'en découdre avec Lorenzo mais échoue. Il trouve alors une solution : son père Asmodée à Edom.
Le passé de Simon revient le hanter, lui et sa famille, quand Heidi s'enfuit de chez les Praetor Lupus à cause de Lilith, et prend en otage sa famille retenant sa mère et sa sœur ligotées et bâillonnées pour le faire avouer son plus grand secret. Alors qu'Heidi le torture, il s'attaque à sa sœur Becky, mais Jordan et Isabelle arrivent a temps et cette dernière le résonne. Sa famille apprend qu'il est un vampire et sa mère ne veut plus jamais le revoir.

### Épisode 10:Erchomai
- États-Unis : 15 mai 2018 sur Freeform
- reste du  : 16 mai 2018 sur Netflix

- Holly Deveaux : Rebecca Lewis
- Christina Cox : Elaine Lewis
- Jack Yang : Asmodée
- Conrad Coates : Inspecteur Dwyer

Simon se rend à l'hôpital avec Isabelle et fait un choix déchirant pour protéger sa famille : leur effacer le souvenir qu'il est un vampire. Il convainc sa mère que lui, son fils Simon Lewis, est mort. Il s'effondre en larmes dans les bras d'Isabelle et ils s'enlacent avec tristesse. Mais sa sœur Becky ne veut pas qu'il lui efface sa mémoire, elle veut savoir son histoire et être avec lui dans le présent et l'avenir et s'occuper de lui.
Magnus se rend à Edom, pour demander de l'aide à son père Asmodée. Ce dernier est très content de le revoir mais aussi en colère ; Magnus lui expose les faits mais Asmodée refuse, sauf s'il renonce à se pouvoirs. Magnus accepte pour retrouver Jace.
Les shadowhunters se préparent à affronter Lilith, en compagnie d'Alec, Luke, Isabelle qui demande de l'aide à Simon. Même s'il est toujours en deuil, il accepte de venir avec elle pour sauver Clary de Lilith qui est sur le point de faire renaître Jonathan. Luke et Isabelle font équipe contre les disciples, et Alec fait face à Jace (le Hibou) pour les distraire et permettre à Simon de délivrer Clary ; en effet, grâce à sa marque de Caïn il est le seul qui a le pourvoir de détruire Lilith et son plan. Il parvient à la renvoyer à Edom, mais Jonathan est ressuscité et emmène Clary.

### Épisode 11:Les âmes perdues
Pour les articles homonymes, voir Âmes perdues (homonymie).
- États-Unis : 25 février 2019[2] sur Freeform
- reste du  : 26 février 2019 sur Netflix

Les shadowhunters sont à la poursuite d'une fée qui s'est échappée de la Garde. Une fois interrogée, la fée avoue à Izzy qu'on l'a torturée alors que c'est interdit.
Jace a des idées suicidaires et détruit sa chambre.
Madzie et Catarina rendent visite à Alec et Magnus. Madzie reste chez eux pendant une nuit. Mais lorsqu'elle est couchée, sa nourrice veut la récupérer et s'introduit chez Magnus qui n'a plus de barrières sans ses pouvoirs.
Izzy, Alec et Magnus partent à la recherche d'Iris mais celle-ci capture Magnus. Elle cherche dans les souvenirs de Magnus pour savoir où est cachée Madzie.
Catarina lui tend un piège et Alec et Izzy récupèrent Magnus qui est honteux d'être si inutile.
Simon décide, sur les conseils de Raphaël, de partir dans les égouts à la recherche d'un très vieux vampire pour l'aider à retirer la marque de Caïn sur son front.
Jonathan et Clary sont en Sibérie, à cause de Lilith qui les a téléportés avant l'explosion. Clary ne fait pas confiance à son frère et s'enfuit dans le froid. En hypothermie, elle tombe et s'évanouit. Jonathan la retrouve et la ramène dans l'appartement. Il lui dit que si elle a du bien en elle alors lui aussi et il veut le faire ressortir.
Luke apprend ce qu'il s'est passé avec l'appartement de Lilith et en parle a Jace mais il ne le croit pas.
Plus tard, Clary enfonce un couteau dans la gorge de Jonathan mais elle a exactement la même blessure. Son frère se guérit avec la rune ce qui guérit Clary.

### Épisode 12:Péché Originel
- États-Unis : 4 mars 2019 sur Freeform
- reste du  : 5 mars 2019 sur Netflix

### Épisode 13:Beati Bellicosi
- États-Unis : 11 mars 2019 sur Freeform
- reste du  : 12 mars 2019 sur Netflix

- Tessa Mossey : Heidi McKenzie

### Épisode 14:Le Baiser de la rose
- États-Unis : 18 mars 2019 sur Freeform

### Épisode 15:Aux enfants de la nuit
- États-Unis : 25 mars 2019 sur Freeform

- Tessa Mossey : Heidi McKenzie

### Épisode 16:Reste avec moi
- États-Unis : 1er avril 2019 sur Freeform

### Épisode 17:Feu divin
- États-Unis : 8 avril 2019 sur Freeform

### Épisode 18:Le Monstre intérieur
- États-Unis : 15 avril 2019 sur Freeform

- Holly Deveaux : Rebecca Lewis
- Jack Yang : Asmodée
- Kyana Teresa : Lanaia

Des démons attaquent la ville de New York le soir de la fête d'Halloween, obligeant Alec à prendre la décision d'envoyer tous les Shadowhunters patrouiller dans les rues. Après la scène de Magnus la veille alors qu'Alec comptait lui demander sa main, ce dernier prend conscience que quoi qu'il fasse, l'ancien sorcier ne sera plus jamais pleinement heureux sans sa magie. Il contacte alors Asmodée, le père de Magnus, pour lui demander de rendre ses pouvoirs à son fils. Contre toute attente, celui ci accepte, mais à la condition qu'Alec brise le cœur de Magnus en le quittant. Pendant que le directeur de l'institut est torturé par le choix qu'il va devoir faire, Izzy découvre que la responsable de l'invasion des démons est une fée. 
Épisode spécial ayant pour thème la fête d'Halloween.

### Épisode 19:Aku Cinta Kamu
- États-Unis : 22 avril 2019 sur Freeform

Rongée par la rune, Clary fuit avec Jonathan et Jace (qui veut ramener Clary à l'institut) et jusqu'à un club de créatures obscures ou ils espèrent obtenir l'étoile du matin en kidnappand la reine des fées. Izzy essaie de reforger glorieuse. 

### Épisode 20:La Cité de verre
- États-Unis : 29 avril 2019 sur Freeform

### Épisode 21:L'Alliance
- États-Unis : 6 mai 2019 sur Freeform

- Jade Hassouné (VF : Eilias Changuel) : Meliorn
- Nicola Correia-Damude (VF : Sophie Riffont) : Maryse Lightwood
- Anna Hopkins (VF : Olivia Nicosia) : Lilith, la mère de Jonathan et de tous les démons
- Javier Muñoz (en) : Lorenzo Rey, un sorcier rival de Magnus
- Luke Baines (en) : Jonathan Christopher Morgenstern
- Kimberly Sue Murray : La Reine des Fées (adulte)
- Sydney Meyer : Helen Blackthorn
- James McGowan : Praetor Scott, chef des Praetor Lupus

Juste après les événements à Alicante, La Reine des Fées se joint à Jonathan en lui expliquant qu'elle veut s'allier à lui contre les Shadowhunters et conquérir le monde, et qu'en échange elle l'aidera dans sa transformation, mais il refuse et s'envole. Magnus discute avec Lilith d'une solution pour sortir d'Edom afin de se marier. Magnus contemple Edom, quand Lilith se présente : maintenant qu'Asmodée n'est plus-là, elle veut effacer le passé et avoir de meilleur rapport avec lui. Elle lui demande d'ouvrir une brèche pour tuer Jonathan, mais Magnus ne la croit pas une seconde et refuse. Lilith tente de le tuer, mais est repoussée car la marque de Caïn l'a affaiblie. 
Après avoir récupéré la dernière fiole du feu divin des mains de l'Enclave, le Praetor Lupus a ordonné de l'utiliser sur Luke. Maia fait un discours à la meute après la mort de Jordan, et dit à Simon qu'elle va partir quelque temps pour renouer avec ses parents. 
Alors qu'Isabelle regarde son téléphone et hésite à appeler Simon, ce dernier arrive à l'Institut ; il lui déclare que la vie est trop courte pour perdre son temps avec un serment du petit doigt. Izzy comprend le message lorsque le jeune homme lui tend la main, mais au moment de s'embrasser, Simon sent une étrange chaleur émaner de la peau d'Izzy. Cette dernière commence alors à s'enflammer sur place. 
Alec aperçoit un lézard dans l'appartement de Magnus ; il comprend qu'il s'agit de Lorenzo et appelle Catarina, mais il reçoit un message de feu lui apprenant qu'Izzy a un problème. Après une consultation auprès d'Helen Blackthorn qui l'informe des conséquences des éclats de Glorieuse, Izzy évite de serrer Simon dans ses bras. Il ne comprend pas ce rejet avant qu'elle ne lui explique. Tout le monde est d'ailleurs mis au courant de leur relation. 
Plus tard, alors que Meliorn informe l'Institut de l'endroit où se trouve Izzy (à Edom pour combattre Lilith), ils tombent tous d'accord pour utiliser la rune d'alliance créée par Clary afin de lier un Nephilim à une Créature Obscure et ainsi survivre en enfer.Jace se lié à Meliorn, Clary a Simon et Alec à Lorenzo. 

### Épisode 22:Les Meilleures Choses…
- États-Unis : 6 mai 2019 sur Freeform

- Jade Hassouné (VF : Eilias Changuel) : Meliorn
- David Castro (en) (VF : Romain Altché) : Raphaël Santiago
- Nicola Correia-Damude (VF : Sophie Riffont) : Maryse Lightwood
- Paulino Nunes (VF : Loïc Houdré) : Robert Lightwood
- Lola Flanery (VF : Fanny Bloc) : la Reine des Fées (jeune)
- Kimberly Sue Murray : La Reine des Fées (adulte)
- Anna Hopkins (VF : Olivia Nicosia) : Lilith, la mère de Jonathan et de tous les démons
- Javier Muñoz (en) : Lorenzo Rey, un sorcier rival de Magnus
- Luke Baines (en) : Jonathan Christopher Morgenstern
- Jacki Lai : Aline Penhallow
- Sydney Meyer : Helen Blackthorn
- Jack Fulton : Max Lightwood
- Ariana Williams : Madzie
- Jonathan Ho : Frère Zachary
- Kevin Alves : Bat Velasquez
- Sophia Walker : Catarina Loss
- Steve Byers : Underhill
- Maxim Roy (VF : Pauline Brunel) : Jocelyn Fray / Fairchild

Lilith est en train de rassembler tous les démons d'Edom, afin d'avoir assez de force pour détruire Magnus ; Jace et Isabelle arrivent afin de la stopper dans son plan. Méliorn arrive par derrière pour la transpercer avec sa lame, mais elle parvient à prendre la fuite et à le blesser avec une de ses ailes après avoir pris l'apparence d'un spectre volant. Tout le groupe finit par se réunir dans la demeure de Lilith, et Magnus et Lorenzo utilisent ensemble leur magie pour soigner Meliorn. La magie combinée des deux sorciers est sans effet contre Lilith, donc Izzy décide d'utiliser le feu divin, risquant sa vie et détruisant ainsi Lilith mais la consumant également. Encore une fois, la magie n'est d'aucun secours et Clary propose d'utiliser la rune d'alliance pour absorber le feu divin. Izzy est contre mais Simon ne lui laisse pas le choix. Ensemble, ils réussissent à retirer tout le feu divin de l'organisme d'Izzy et par la même occasion, Edom est détruite. 
Magnus ouvre un portail et le groupe d'amis repartent à New-York. Simon et Isabelle décident de se mettre en couple, et Magnus et Alec préparent les invitations pour leur mariage. 
A la cour des fées, après que la Reine des Fées a passé la nuit avec Jonathan, elle lui propose de s'allier pour régner sur le monde des terrestres et de devenir son roi, mais Jonathan n'éprouve aucun sentiment pour elle. Il tue alors la Reine des Fées de sang froid. A l'Institut, Izzy parle à Clary de sa relation naissante avec Simon, et Clary donne son approbation. Isabelle et Simon vont se rendre en couple au mariage d'Alec et Magnus, et ils décident de prendre exemple sur eux et de vivre ensemble au grand jour. Clary demande à Izzy de devenir son parabatai, ce qu'elle accepte avec grand plaisir. Alec invite sa mère au mariage, et lui dit qu'il a l'intention d'inviter son père, Robert. Clary reçoit la visite de l'ange Raziel, qui a pris l'apparence de sa mère Jocelyn ; Il la prévient que les anges sont en colère après qu'elle a utilisé plusieurs fois des runes dans un but personnel. Et que si elle recommence, ils lui retireront ses runes ainsi que tous ses souvenirs du monde obscur et de ses amis. 
Alors que les préparatifs du mariage sont en cours, l'Institut est en alerte maximum après que Jonathan a tué des centaines de Shadowhunters, ainsi que des terrestres, et s'est attaqué à l'Institut de Los Angeles ; il a laissé la vie sauve à Robert Lightwood et à Max pour que ces derniers transmettent un message à Clary : il va attaquer tous les instituts à travers le monde, mais il va garder celui de New-York pour la fin, pour que Clary assiste à la fin de ce monde en sachant que c'est de sa faute. L'équipe retrouve sa trace à Toronto, où il tue toutes les personnes se trouvant sur son passage avec son seul regard de démon. Clary décide de s'y rendre, pour le raisonner afin qu'il arrête son massacre. Elle déploie ses ailes d'ange et se jette sur son frère, et dans le même temps parvient à créer une nouvelle rune, qui étouffe et tue Jonathan. Après l'avoir tué, Clary remarque qu'une de ces runes a disparu.
Enfin, le mariage d'Alec et Magnus a lieu à l'institut, présidé par le frère silencieux, frère Zachariah. Alec arrive aux côtés de son père et Magnus est accompagné par Maryse, rayonnante. Clary remarque qu'elle est en train de perdre une à une ses runes ; elle fait ses adieux à tout le monde, surtout à Simon et Jace qui ne comprennent pas sur le moment. Elle laisse à ce dernier une lettre dans laquelle elle lui explique que les anges lui font payer pour toutes les runes qu'elle a pu créer au cours de ces années au sein des Shadowhunters, et que par conséquent, au moment qu'il lira la lettre, elle aura oublié tout ces souvenirs de lui, de ses amis, et du monde OBSCUR.Jace se met à pleurer et est effondré.
Cet épisode est la deuxième partie du final de la série.